# Sala civica di Christchurch
La sala civica di Christchurch (in inglese Christchurch Town Hall), dal 2007 ufficialmente nota anche come Sala civica delle arti performative di Cristchurch, è un edificio aperto nel 1972 a Christchurch, che ospita il principale centro per le arti dello spettacolo della Nuova Zelanda. Si trova nel centro storico, sulle rive del fiume Avon, affacciato su Victoria Square, di fronte all'antica sede del demolito Centro dei convegni. A causa dei danni significativi subiti durante il terremoto di Christchurch del febbraio 2011, è stato chiuso fino al 2019. L'amministrazione comunale aveva inizialmente raccomandato di demolire l'intera struttura tranne l'auditorium principale, ma in una riunione del novembre 2012 i consiglieri votarono per ricostruire l'intera sala.

## Storia
Il primo municipio di Christchurch fu costruito all'angolo tra Hereford Street e Cathedral Square, da dove si sarebbe guardato giù per Sumner Road (dal nome di High Street). La veranda era utilizzata come sala pubblica per i dibattiti durante le campagne elettorali.

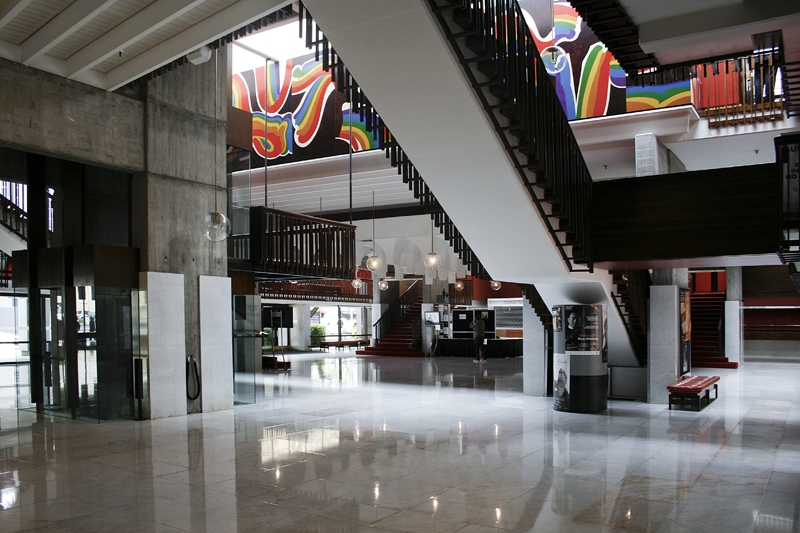
Foyer della sala civica di Christchurch

L'attuale edificio faceva parte di un centro civico progettato per Christchurch. La prima parte, costituita dalla sala civica, fu aperta il 30 settembre 1972 dal governatore generale, Denis Blundell. Il progetto fu realizzato all'epoca dai sei enti locali territoriali metropolitani, vale a dire il Consiglio comunale di Christchurch, i consigli della contea di Paparua e Heathcote, i consigli comunali di Riccarton e Lyttelton e consiglio distrettuale di Waimairi. Cinque di queste autorità locali furono poi accorpate nelle riforme del governo locale del 1989, mentre Lyttelton entrò a far parte di Christchurch nel marzo 2006: per questi motivi, l'amministrazione comunale di Christchurch ha oggi la gestione esclusiva di questa sede.
La seconda parte della struttura ospita nuovi uffici municipali in sostituzione del palazzo civico di Manchester Street, distrutto dal terremoto.

## Architettura
La sala civica fu progettata per offrire di una vasta gamma di attività culturali, tra cui concerti e commedie, opere, balletti e produzioni drammatiche, commedie musicali, varietà, concerti folk, rock e jazz, convegni e conferenze. È stato progettato da Miles Warren e Maurice Mahoney dello studio Warren e Mahoney Architects con l'assistenza acustica del professor Harold Marshall.
Ospita molte funzioni civiche, eventi culturali e commerciali locali, spettacoli e concerti. Ospita la sede dell'orchestra sinfonica e il coro di Christchurch, oltre a diverse compagnie teatrali amatoriali.
L'edificio dispone di un auditorium da 2.500 posti noto per la sua acustica e per il suo organo a canne Rieger, e il Teatro James Hay da 1.000 posti. La struttura ha inoltre diverse sale che completavano il centro per i convegni, la cui sede sul lato opposto di Kilmore Street è stata demolita tra marzo e aprile 2012 a seguito del terremoto.

Vista panoramica nell'agosto 2019